# Таунус

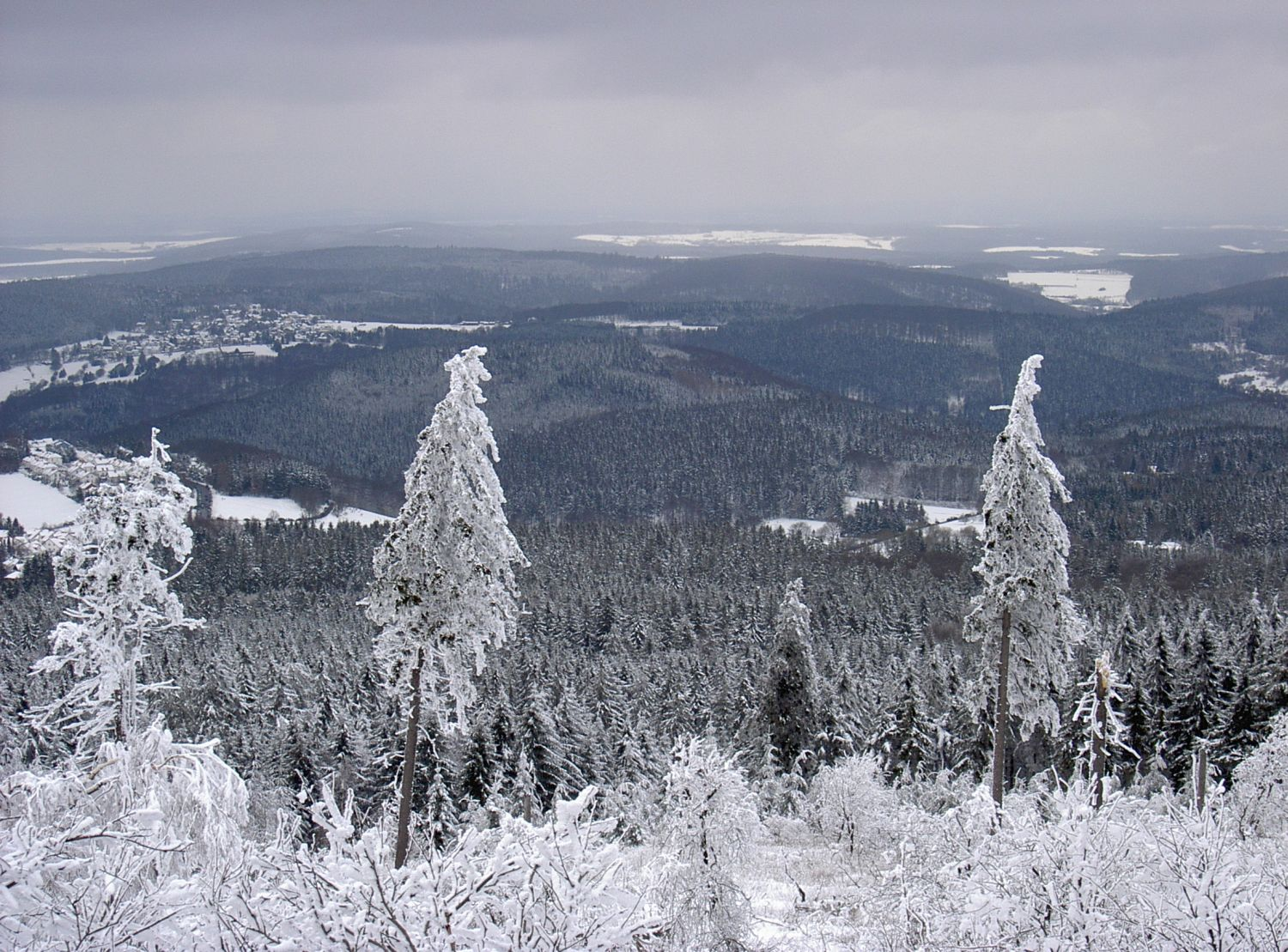
Таунус взимку

Таунус (нім. Taunus) — гірський масив у центральній Німеччині, у федеральних землях Гессен і Рейнланд-Пфальц.

## Географія
Гори Таунус різко здіймаються на півночі Рейнсько-Майнської рівнини лісовими горами від Рюдесгайм-ам-Райн до Бад-Наугайм на її північному заході, на краю Веттерау. Ця південно-східна частина Рейнського Сланцевого гірського масиву складається з глинистих сланців і пісковиків і пересічена численними лініями розломів, з яких по південних схилах гір б'є безліч мінеральних і лікувальних джерел.
Розрізняють Передній Таунус (нім. Vordertaunus) і Задній Таунус (нім. Hintertaunus). У передній частині Таунусу зазвичай сонячна, безхмарна погода. Північніше, за пасмом гір Великий Фельдберг (880 м, найвища точка Таунус), Альткеніг та Високий Канцель починаються тінисті, з рясними опадами Вальдгебірге («Лісові гори»), поступово спускаються протягом 30 км у північному напрямку, через Бад-Швальбах, Ідштайн, Бад-Камберг і Узінген, до вузької долини річки Лан.
Через гори Таунус, від Нассау через Ідштайн, Заальбург і Буцбах проходив кордон римських володінь у Німеччині, тут була зведена захисна смуга укріплень Лімес.